# Molophilus (Molophilus) severus
Molophilus (Molophilus) severus is een tweevleugelige uit de familie steltmuggen (Limoniidae). De soort komt voor in het Neotropisch gebied.